# تنزيل (القرآن)
تنزيل أو إنزال أو كلمات أخرى مبنية على الجذر الثلاثي العربي (ن-ز-ل) كلمة تُشير إلى نزول رسالة الله من السماء إلى الأرض على شكل كلام، وأحيانًا وحي مرئي، إلى النبي محمد مع جبريل كناقل، وأحيانًا من الله مباشرةً.
وقد وردت أشكال هذه الكلمات في القرآن الكريم في الآية 105 من سورة الإسراء:
- (وَبِالْحَقِّ أَنْزَلْنَاهُ وَبِالْحَقِّ نَزَلَ).[3]

## العملية
يشير القرآن إلى نفسه باسم "أم الكتاب " التي نزل من عند الله. ويسمي القرآن نفسه هذا أيضًا "اللوح المحفوظ " و"الكتاب المكنون". يصف الوحي لمحمد بأنه إملاء من جبريل، وليس من الله نفسه، ومحمد كرسول الله. في حين أن القرآن ينزل، إلا أن الله نفسه لا يوصف في القرآن بأنه ينزل، ولكن يتم ذكره أحيانًا في الحديث بأنه ينزل من السماوات العليا إلى السماوات الدنيا.
ويُعتقد أن الوحدات الأساسية للوحي في القرآن الكريم كانت عبارة عن مقاطع قصيرة تُعرفبالآيات. وفي وقت لاحق تم ترتيب هذه الآيات في سور تحت توجيه نبوي.
وقد أورد ابن كثير في تفسيره حديثًا عن عبد الله بن عباس:
قال ابن عباس وغيره: أنزل الله القرآن جملة واحدة من اللوح المحفوظ إلى بيت العزة الذي في السماء الدنيا، ثم نزل على الرسول محمد أجزاءً بحسب الحوادث التي وقعت في ثلاث وعشرين سنة.
ولذلك نزل القرآن على مرحلتين. أولًا: نزل القرآن من اللوح المحفوظ إلى بيت العزة في السماء الدنيا. حدث ذلك في ليلة القدر. ثانيًا، نزل القرآن (تنزيل) من بيت العزة إلى العالم الدنيوي ليكشفه جبريل للنبي محمد محمد على مراحل مفرقة على مدى 23 عامًا حتى تم الكشف عن القرآن بالكامل.
وفقًا للطباطبائي، فإن الإنزال هو "عمل مفاجئ في النزول دفعة واحدة" والتنزيل هو "عمل تدريجي في الإرسال".
أدى أول لقاء بين النبي محمد مع جبريل إلى ظهور الآيات الخمس الأولى من الفصل السادس والتسعين من القرآن الكريم، وهي سورة العلق.
هناك آية قرآنية ترد على من يسأل لماذا نزل القرآن على فترات وليس دفعة واحدة: (وَقَالَ الَّذِينَ كَفَرُوا لَوْلا نُزِّلَ عَلَيْهِ الْقُرْآنُ جُمْلَةً وَاحِدَةً كَذَلِكَ لِنُثَبِّتَ بِهِ فُؤَادَكَ وَرَتَّلْنَاهُ تَرْتِيلا)
ويرى بعض المفسرين أن القرآن نزل على النبي محمد مرتين. بالإضافة إلى الوحي التدريجي الذي استمر 23 عامًا حتى وفاته، كان هناك "وحي فوري" حدث في ليلة القدر. وهذا مبني على فهم سورة القدر، بأنها تشير إلى نزول القرآن كله: "عن عبد الله بن عباس: (أنزل القرآن في ليلة القدر في شهر رمضان إلى سماء الدنيا جملة واحدة)"

## أسباب النزول
وفقًا للحديث، فإن الظروف التي نزلت فيها الآيات، ودراسة سبب وكيفية نزول آيات معينة تُعرف باسم أسباب النزول. أبو الحسن علي بن أحمد الواحدي النيسابوري (ت 1075)، يُطلق عليه لقب أبو علم أسباب النزول، وقد زعم أن فهم أسباب/ظروف نزول أي نص معين أمر بالغ الأهمية لحل التناقضات الظاهرة في القرآن الكريم.
يقول العلامة السيوطي صاحب كتاب أسباب النزول إن الوحي نزل لسببين أساسيين:
1. "المبادرة الإلهية"، أي لأن الله قرر إرسال شيء ما والكشف عنه.[25][27] ومن الأمثلة على ذلك الوحي الأول لمحمد في غزوة حراء،[28] أو الآية التي تدعو إلى صيام رمضان.[25][29]
2. معالجة بعض المواقف "بشكل مباشر وفوري"، أو الرد والإجابة على سؤال طرحه شخص ما.[25][27] ومن الأمثلة على ذلك سورة الأنفال التي نزلت في شأن الأوضاع بعد غزوة بدر.[25][30][31]

"ووفقًا لعدد من العلماء فإن أسباب نزول الوحي لا يمكن تحديدها بشكل صحيح إلا من خلال "النقل المباشر من أولئك الذين شهدوا حدث الوحي بالفعل" (على قول أبي الحسن علي بن أحمد الواحدي النيسابوري)، ولا يمكن تركها للاجتهاد، ولا للإجماع الشرعي (على قول الزركشي). وهذا يعني في الواقع روايات الحديث الواردة من كتب الحديث أو المتوفرة في كتب التأريخ الإسلامي أو كتب التفسير. ومن المؤسف أن الأحاديث الواردة في الأسباب تتناقض في كثير من الأحيان مع بعضها البعض، وهذا "يثير تساؤلات حول موثوقية نوع الأسباب".

## طالع أيضًا
- الوحي

### الاستشهادات
1. ↑  Wehr، Hans؛ Cowan، J. Milton. Arabic-English Dictionary The Hans Wehr Dictionary Of Modern Written Arabic (ط. 4th). ص. 1122. مؤرشف من الأصل في 2025-04-24. اطلع عليه بتاريخ 2019-03-30.
2. 1 2  Campo، Juan E. (2009). Encyclopedia of World Religions: Encyclopedia of Islam (PDF). Founder/Director J. Gordon Melton (ط. 1). New York: Facts On File, Incorporated. ISBN:978-0-8160-5454-1. مؤرشف من الأصل (PDF) في 2024-11-25. اطلع عليه بتاريخ 2025-03-11.
3. ↑  القرآن الكريم 17:105
4. ↑  القرآن الكريم 13:39
5. ↑  القرآن الكريم 43:4
6. ↑  القرآن الكريم 85:22
7. ↑  القرآن الكريم 56:78
8. 1 2  Abdul-Rahim، Roslan (1 يناير 2017). "Demythologizing the Qur'an Rethinking Revelation Through Naskh al-Qur'an". Global Journal Al Thaqafah. مؤرشف من الأصل في 2025-04-05.
9. ↑  See
10. ↑  Wild، Stephen (1996). The Quʼran as Text. Brill. ص. 141. ISBN:9004103449. اطلع عليه بتاريخ 2019-04-01.
11. ↑  Watt, William Montgomery, and Richard Bell. (1997). Introduction to the Qur’an. Edinburgh: Edinburgh University Press.
12. ↑  Merrill, John E. (1947). “Dr. Bell’s Critical Analysis of the Qur’an,” The Muslim World 37, 2: 134–48.
13. ↑  Rippin, Andrew. (1992). “Reading the Qur’an with Richard Bell.” J.A.O.S. 112, 4: 639-47.
14. 1 2  Abdul-Rahim, "Demythologizing the Qur’an Rethinking Revelation Through Naskh al-Qur’an", GJAT, 7, 2017: p.64
15. ↑  القرآن الكريم 25:32
16. ↑  Ibn Kaṯīr, Tafsīr al-Qurʾān al-ʿAẓīm, vol. 8, p. 425, tafsīr surah al-Qadr: قَالَ ابْنُ عَبَّاسٍ وَغَيْرُهُ: اللَّهُ الْقُرْآنَ جُمْلَةً وَاحِدَةً مِنَ اللَّوْحِ الْمَحْفُوظِ إِلَى بَيْتِ الْعِزَّةِ مِنَ السَّمَاءِ الدُّنْيَا، ثُمَّ نَزَلَ مُفَصَّلًا بِحَسْبِ الْوَقَائِعِ فِي ثَلَاثٍ وَعِشْرِينَ سَنَةً عَلَى رَسُولِ اللَّهِ صَلَّى اللَّهُ عَلَيْهِ وَسَلَّمَ
17. ↑  Abdul-Rahim، Roslan (1 يناير 2017). "Demythologizing the Qur'an Rethinking Revelation Through Naskh al-Qur'an". Global Journal Al Thaqafah. مؤرشف من الأصل في 2025-04-05.
18. ↑  Tafsir Muqatil, v.1, 161
19. ↑  Jami‘ al-Bayan, v.2, 196-198
20. ↑  See Ṭabāṭabāʾī, Tafsīr al-mīzān, tafsīr sūrah al-Qadr, p. 283: [T]he pronounce "it" refers to the Qurʾān. Apparently what is meant is the entire Qurʾān, not just some verses of it. This can be confirmed by the usage of the verb inzāl (to send down, to reveal), which implies as sudden act of sending at once as opposed to tanzīl, which implies a gradual act of sending. [...]"
21. ↑  Alfred Guillaume, Sirat Ibn Ishaq, 1995: 105-6
22. ↑  Tarikh al-Tabari, v.2, 49
23. ↑  Abdul-Rahim, "Demythologizing the Qur’an Rethinking Revelation Through Naskh al-Qur’an", GJAT, 7, 2017: p.62-3
24. ↑  Staff. "Qadr night from the view point of Allamah Tabtabaei". Allamah Tabtabaei University. مؤرشف من الأصل في 2016-07-03. اطلع عليه بتاريخ 2016-06-12. {{استشهاد ويب}}: الوسيط |تاريخ أرشيف= و|تاريخ-الأرشيف= تكرر أكثر من مرة (مساعدة) والوسيط |مسار أرشيف= و|مسار-الأرشيف= تكرر أكثر من مرة (مساعدة)
25. 1 2 3 4 5 6  Abdul-Rahim, "Demythologizing the Qur’an Rethinking Revelation Through Naskh al-Qur’an", GJAT, 7, 2017: p.65-6
26. ↑  Abu al-Hassan Ali Ibn Ahmad al-Wahidi al-Naisaburi, Kitab Asbab nuzul al-Qur'an (Cairo : Dar al-Kitab al-Jadid, 1969), p. 4. cited in Bukay، David (Fall 2007). "Peace or Jihad? Abrogation in Islam". Middle East Quarterly: 3–11. مؤرشف من الأصل في 2024-08-12. اطلع عليه بتاريخ 2019-04-04.
27. 1 2  Al-Suyuti, ‘Abd al-Rahman Jalal al-Din. (1963). Asbab al-Nuzul, volume 1 of 4 vols. Cairo: Dar al-Tahrir, page28
28. ↑  القرآن الكريم 96:1-5
29. ↑  القرآن الكريم 2:183
30. ↑  Ibn Ishaq, 321ff
31. ↑  Sahih al-Bukhari, h. 4278
32. ↑  al-Zarkashi, 1968, 4; al-Itqan, v.1, 31)
33. ↑  Abdul-Rahim, "Demythologizing the Qur’an Rethinking Revelation Through Naskh al-Qur’an", GJAT, 7, 2017: p.67

### الكتب والمقالات وما إلى ذلك.
- Roslan Abdul-Rahim (ديسمبر 2017). "Demythologizing the Qur'an Rethinking Revelation Through Naskh al-Qur'an" (PDF). Global Journal Al-Thaqafah. ج. 7 ع. 2: 51–78. DOI:10.7187/GJAT122017-2. ISSN:2232-0474. مؤرشف من الأصل (PDF) في 2024-12-02. اطلع عليه بتاريخ 2019-02-26.
- Corbin، Henry (1993) [1964]. History of Islamic Philosophy, Translated by Liadain Sherrard, فيليب شيرارد. Translation from the original French. London; Kegan Paul International in association with Islamic Publications for The Institute of Ismaili Studies. ISBN:0-7103-0416-1.
- Wild، Stefan (1996). The Quʼran as Text. Brill. ISBN:90-04-09300-1.
- Bukay، David (2007). "Peace or Jihad? Abrogation in Islam". Middle East Quarterly ع. Fall: 3–11. مؤرشف من الأصل في 2024-08-12. اطلع عليه بتاريخ 2019-04-01.